# Zuhal Atmar
Zuhal Atmar es una empresaria y ecologista afgana, reconocida por ser la primera mujer que posee y dirige una planta de reciclaje en Afganistán. También se desempeña como investigadora y analista económica. Fue incluida en la lista de la BBC de las cien mujeres influyentes e inspiradoras de 2021.

## Biografía
Atmar nació en Afganistán. Estuvo refugiada en Pakistán, donde completó su educación, y regresó a su país natal tras la caída de los talibanes. Por ese entonces comenzó su carrera como investigadora. Durante su trabajo para la Unidad de Investigación y Evaluación de Afganistán, se dedicó a promover la educación de las mujeres, la voz de la comunidad, la igualdad de oportunidades y el acceso a los medios de vida.

## Activismo
El trabajo medioambiental de Atmar comenzó con un deseo personal de ayudar a afrontar el cambio climático. Creó una planta de reciclaje para contribuir a mitigar el índice de contaminación en Kabul. En una entrevista, citó el problema del uso único del plástico como factor que contribuye a las 308 toneladas de basura que se generan diariamente en Kabul. Esta instalación, llamada Fábrica de Reciclaje de Papel Residual Gul-Mursal, procesa 33 toneladas de basura a la semana.
Su trabajo pionero en la instalación de reciclaje expuso a Atmar a la discriminación y el acoso de género. Afirmó que fue difícil crear su empresa porque las mujeres en Afganistán no tienen acceso a los préstamos porque no cumplen los requisitos de aval, socio comercial y garantía. Pudo poner en marcha su empresa tras conseguir un préstamo de 100 000 dólares estadounidenses de la Agencia de los Estados Unidos para el Desarrollo Internacional. En un reportaje con Los Angeles Times, Atmar declaró que hay sectores en su país que ven con malos ojos que una mujer lleve a cabo ese tipo de iniciativa.
Por su labor como activista por el medio ambiente, fue incluida en la lista de la BBC de las cien mujeres influyentes e inspiradoras de 2021.